# جيمس ماكنتاير
جيمس ماكنتاير (بالإنجليزية: James McIntyre)‏ هو راقص أمريكي، ولد في 8 أغسطس 1857 في كينوشا في الولايات المتحدة، وتوفي في 18 أغسطس 1937 في نوياك في الولايات المتحدة.

## وصلات خارجية
- جيمس ماكنتاير على موقع قاعدة بيانات برودواي على الإنترنت (الإنجليزية)